# Raffaele Giammaria
Raffaele Giammaria (Civitavecchia, 1 de setembro de 1977) é um piloto italiano de corridas. Suas aparições foram, até o momento, registradas apenas na extinta Fórmula 3000.